# NGC 3449
NGC 3449 é uma galáxia espiral barrada (SBab) localizada na direcção da constelação de Antlia. Possui uma declinação de -32° 55' 40" e uma ascensão recta de 10 horas, 52 minutos e 53,8 segundos.
A galáxia NGC 3449 foi descoberta em 29 de Abril de 1834 por John Herschel.